# Mikael Dahlberg
Mikael Dahlberg, född 6 mars 1985 i Umeå, är en svensk före detta fotbollsspelare (anfallare) som sist spelade för Helsingborgs IF i Superettan.

## Karriär
Dahlberg lämnade GIF Sundsvall för Djurgårdens IF inför säsongen 2007 med ett treårskontrakt och lämnade föreningen kontraktslös. Dahlberg skrev den 6 januari 2010 på för Gefle IF.
Han spelade i Sveriges U21-landslag från sommaren 2004 till säsongen 2006. I januari 2009 fick han för första gången spela i svenska A-landslaget och gjorde då mål i debuten mot USA på nick. I Västerbottens Folkblad (den 7 januari 2010) uppges att Dahlberg skrivit på ett tvåårskontrakt med Gefle IF. I sin första träningsmatch mot Brommapojkarna i försäsongen 2010 gjorde han mål och blev därmed segerskytt. Säsongen 2008 gjorde han första målet i Allsvenskan för Djurgården, mot Norrköping, som innebar att han vann tävlingen ”Första Målet” och en elegant klocka med segertiden 5,42 ingraverad.
Den 30 december 2013 skrev Dahlberg på för det grekiska Superligalaget Apollon Smyrni FC.
Den 15 juli 2014 blev han tillsammans med Darijan Bojanic klara för Helsingborgs IF. Han debuterade för klubben den 20 juli 2014 i en 1–1-match mot Örebro SK. I januari 2017 förlängde han sitt kontrakt med två år.

## Meriter
- A- och U21-landskamper för Sverige

## Säsongsfacit: seriematcher / mål
- 2013: 27 / 4
- 2012: 29 / 6
- 2011: 25 / 10
- 2010: 28 / 0
- 2009: 27 / 0
- 2008: 27 / 2
- 2007: 19 / 4
- 2006: 22 / 3
- 2005: 26 / 4
- 2004: 13 / 3